# Edward Smoła
Edward Smoła (ur. 20 maja 1925 w Równem, zm. 5 października 1991) – polski działacz państwowy i partyjny, nauczyciel, w latach 1984–1990 przewodniczący Prezydium Wojewódzkiej Rady Narodowej w Suwałkach.

## Życiorys
Podczas II wojny światowej został zmuszony do przerwania nauki, został wywieziony na roboty przymusowe do wsi Szczecinki. Po wojnie kształcił się w Gimnazjum Kupieckim i Liceum Handlowym, gdzie zdał maturę. Uczęszczał też na kursy nauczycielskie i zawodowe na uczelniach ekonomicznych. Od 1948 pracował jako nauczyciel przedmiotów zawodowych i księgowości w Zespole Szkół Ekonomicznych w Suwałkach. W latach 1965–1985 pełnił funkcję jej wicedyrektora odpowiedzialnego za kształcenie zaoczne i zawodowe, następnie od 1985 do przejścia na emeryturę 1991 był dyrektorem tej placówki. Za jego kadencji placówka otrzymała imię Macieja Rataja oraz zorganizowano izbę pamięci. Przez wiele lat działał w Związku Nauczycielstwa Polskiego, przewodniczył jego kasie zapomogowo-pożyczkowej. Był także autorem podręczników do księgowości.
Wstąpił do Stronnictwa Demokratycznego, był jego przewodniczącym w województwie suwalskim i członkiem Komitetu Centralnego. Przez wiele lat zasiadał w Wojewódzkiej Radzie Narodowej w Suwałkach, ok. 1984 objął fotel przewodniczącego jej Prezydium. Zajmował to stanowisko do 1990.

## Odznaczenia
Odznaczony m.in. Krzyżem Kawalerskim Orderu Odrodzenia Polski, Medalem Komisji Edukacji Narodowej, Złotym Krzyżem Zasługi, tytułem honorowym „Zasłużony Nauczyciel PRL” oraz Odznaką honorową „Zasłużony Pracownik Rady Narodowej”, a także wyróżnieniami resortowymi.